# Klosterkirche Grimma

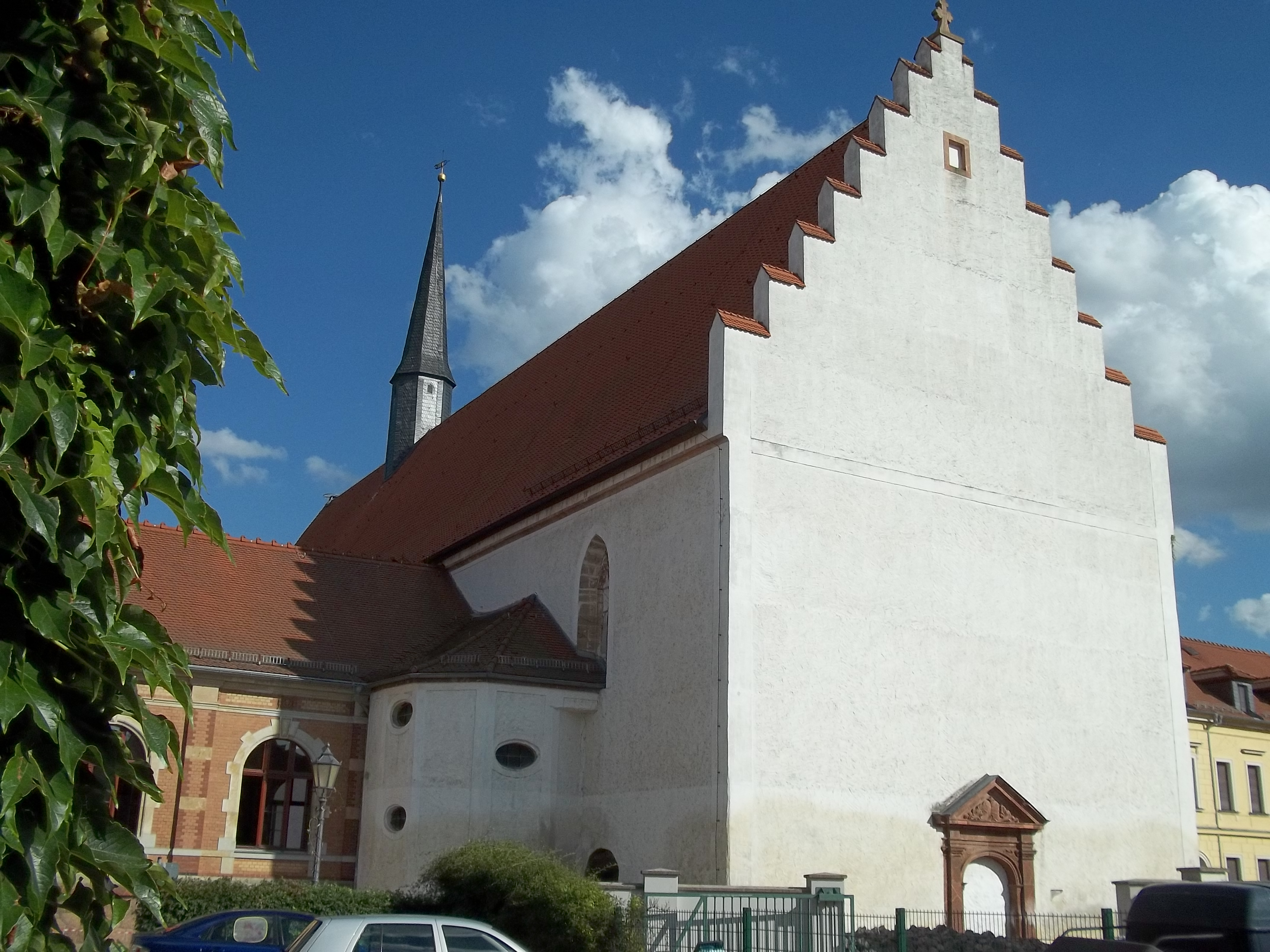
Klosterkirche Grimma aus Richtung Altstadt

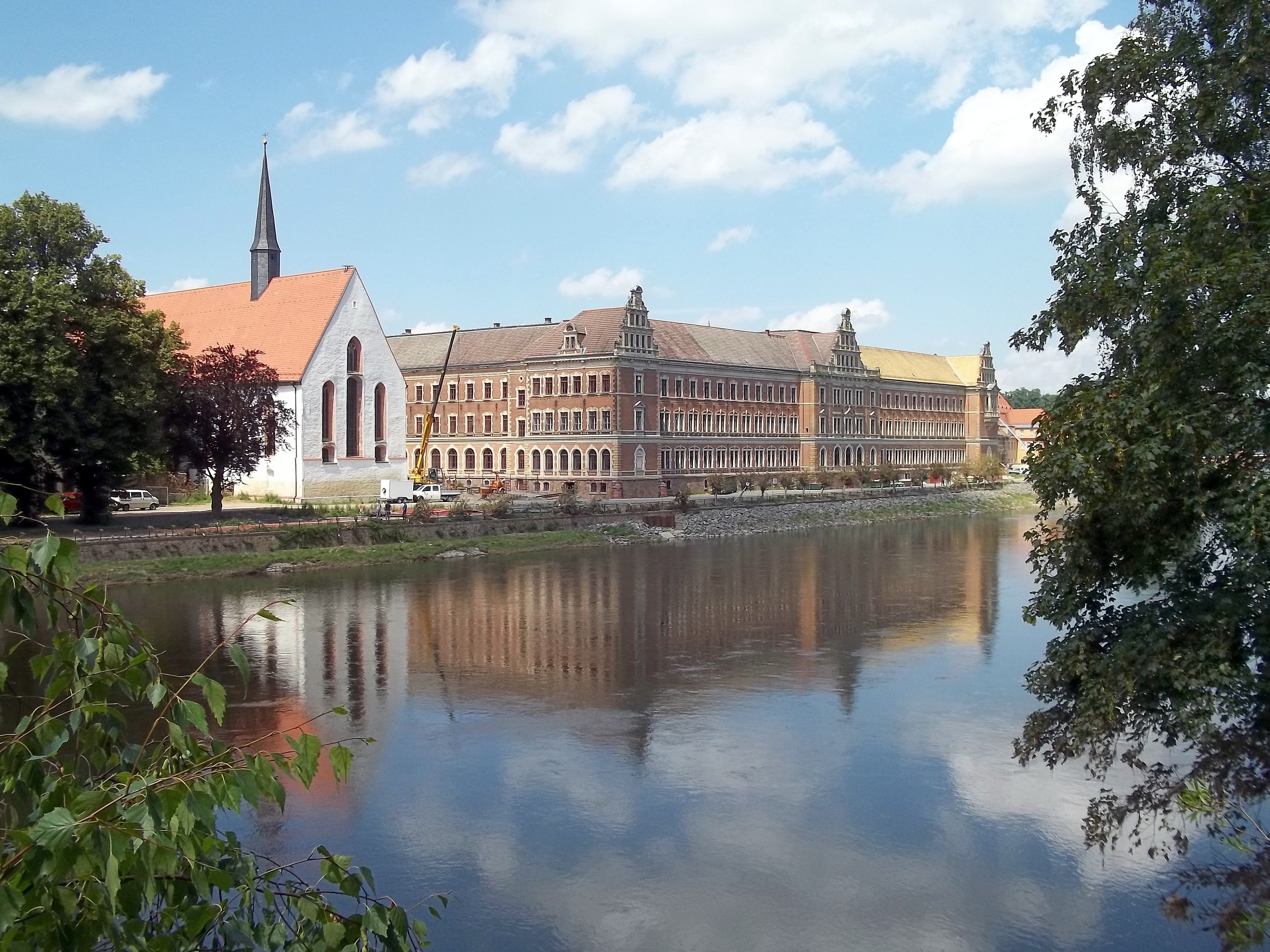
Eine von Grimmas bekanntesten Ansichten: Klosterkirche und das über Jahrhunderte zugehörige Gymnasium St. Augustin

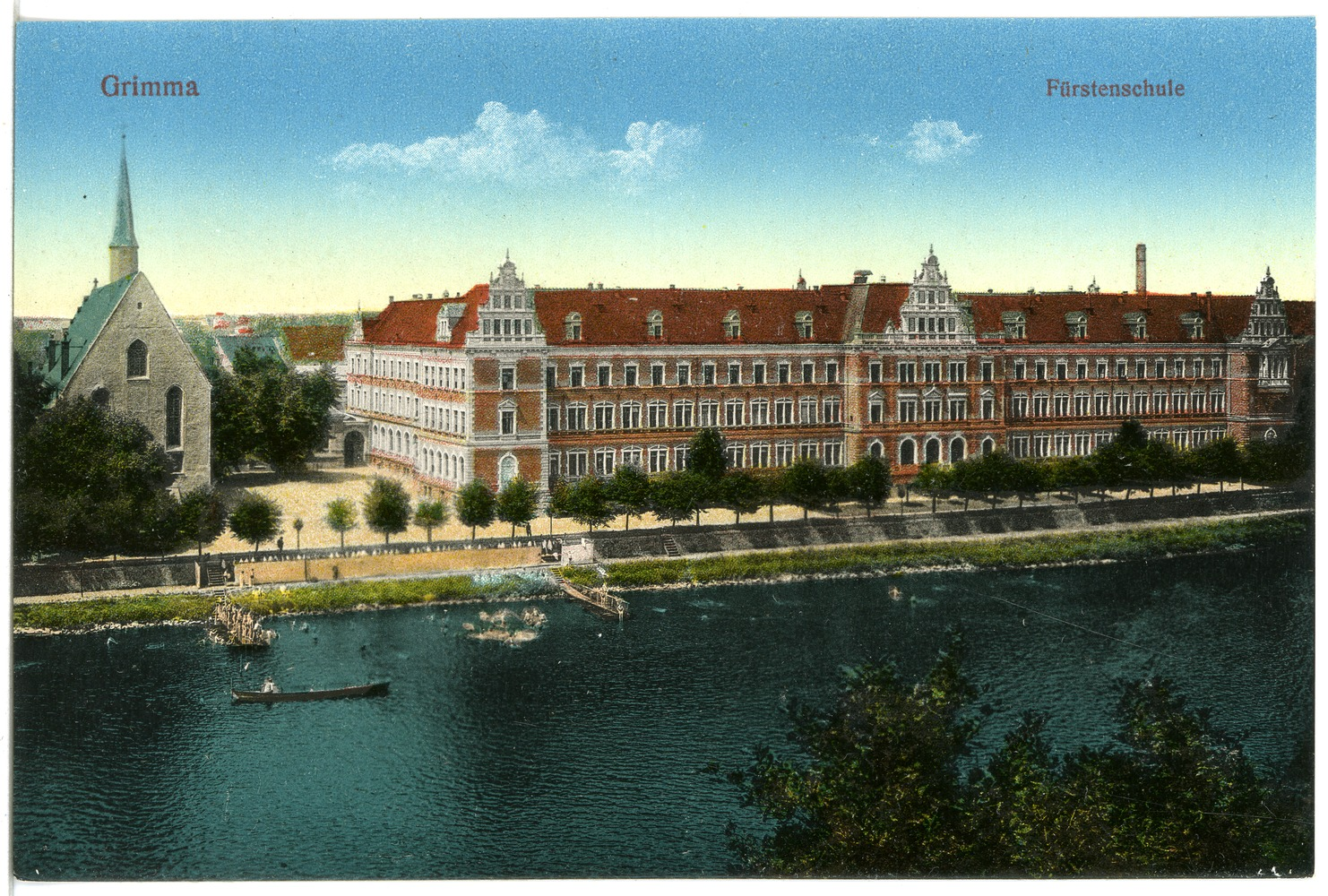
Klosterkirche Grimma (links) im Jahr 1915

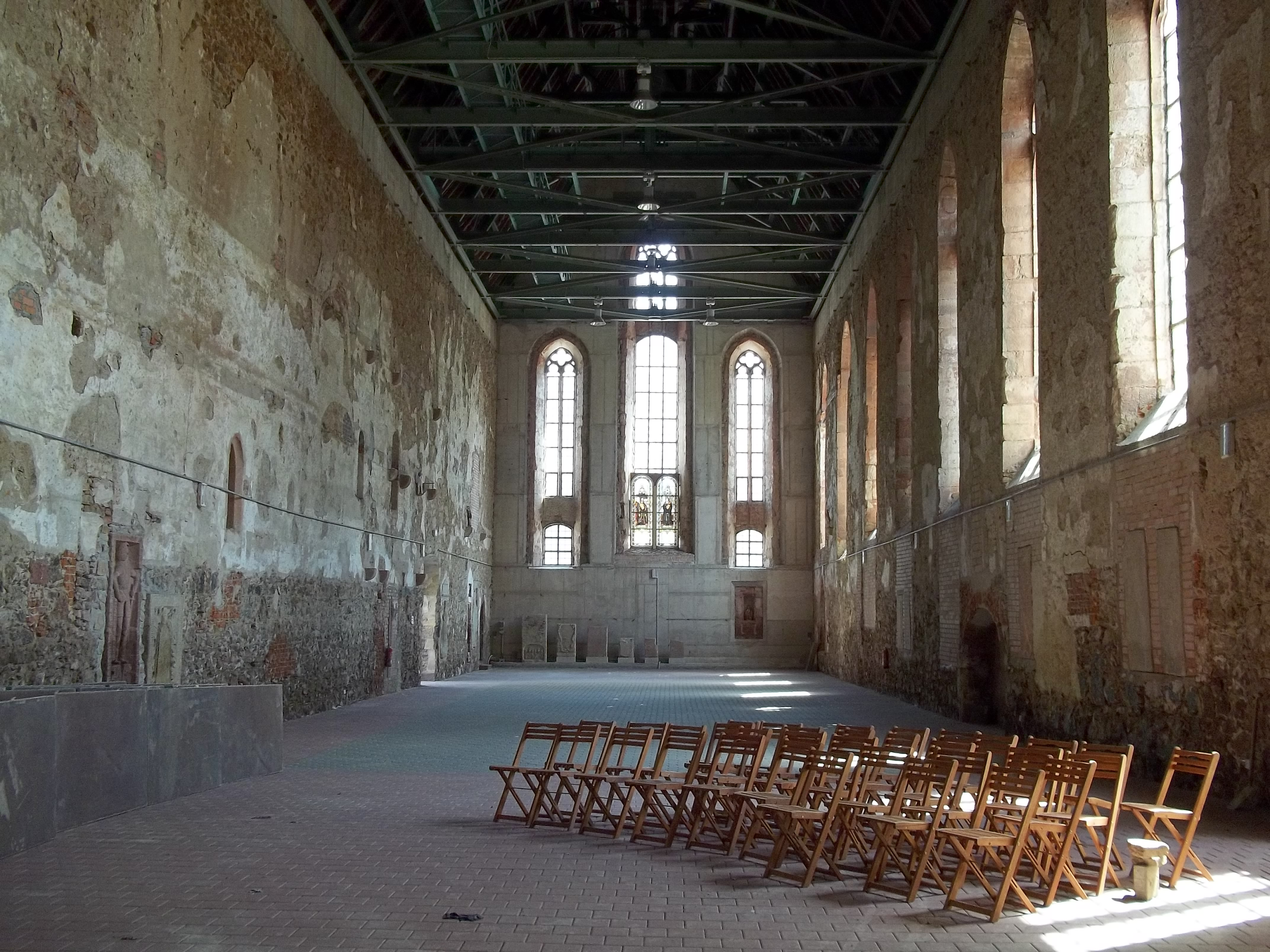
Blick in die Klosterkirche (2013), genutzt als Konzert-, Veranstaltungs- und Ausstellungs-Ort

Die Klosterkirche St. Augustin zu Grimma ist ein um 1435 als Saalkirche errichteter Sakralbau, dessen Vorgänger um 1300 erbaut wurde. Das Bauwerk hat bei einer Mauerstärke von fast eineinhalb Metern eine Länge von mehr als 54 Metern, eine durchschnittliche Breite von über 12 und eine Höhe von 19 Metern. Martin Luther nannte sie einst einen „Brustbrecher“.
Die Klosterkirche Grimma bildet zusammen mit dem Gymnasium St. Augustin (Architekt: Hugo Nauck) ein einzigartiges bauliches Ensemble, das überregional zu den bekanntesten Stadtansichten der Muldestadt zählt.
Die Klosterkirche wurde bis zur Reformation vom Orden der Augustiner-Eremiten genutzt, anschließend bis 1937 als Kirche der angrenzenden Fürsten- und Landesschule zu Grimma, dann bis 1975 – aufgrund eines Nutzungsvertrages mit der Stadt Grimma als Gebäude-Eigentümerin – gelegentlich als evangelisch-lutherisches Gotteshaus. Nach Leerstand, baupolizeilicher Sperrung und großflächigem Einsturz des Daches 1989 wurde nach dem Zusammenbruch der DDR das Dach erneuert und die Umnutzung ermöglicht.

## Gegenwart
Die Klosterkirche ist ein leerstehendes Kirchenschiff in Grimmas Altstadt direkt an der Mulde. Die Stadtverwaltung bezeichnet sie als „Grimmas innerstädtische Kulturhalle“.
Die Klosterkirche dient als Stätte für Kunst, Kultur und Musik, für Ausstellungen, Konzerte und Zusammenkünfte. Besonders für Ausstellungen bietet sie eine gleichermaßen beeindruckende Länge und Höhe. Die lange Sichtachse führt zu drei großen Kirchenfenstern, deren mittleres zwei kleinere, historische Glasmosaiken mit Martin Luther und Philipp Melanchton zeigt. 
Der Sakralbau wird seit 19. März 2016 auch als Kulisse für profanen Handel genutzt: Auf Initiative der Stadtverwaltung findet jährlich von Frühjahr bis Herbst an jedem dritten Sonnabend im Monat ein Frischemarkt für regionale Lebensmittel und Produkte statt. Auch gibt es alljährlich Grimmas Martinimarkt in der Klosterkirche.
Im August 2014 gab es ein Konzert namens „Rock in der Kirche“, es gab keine Folgekonzerte.
Am 17. April 2015 wurde im Westflügel der Kirche, wo sich einst Orgel und Empore befanden, eine künstlerische Lichtinstallation offiziell freigegeben, anlässlich des Jubiläums „50 Jahre Fotoverein Grimma“: Die 7,5 Meter breite und 5 Meter hohe Mosaik-Fotografie zeigt die beim Hochwasser 2002 zerstörte Pöppelmannbrücke und das Gymnasium St. Augustin und setzt sich aus 1.035 Porträtfotos von Fluthelfern zusammen. Geschaffen wurde die 450 Kilogramm schwere Installation mit 2.500 LED-Lampen vom Kunst- und Fotoverein Grimma; das Projekt wurde von der Stiftung der Sparkasse Muldental mit knapp 15.500 Euro gefördert.
Nach langjähriger Pause diente die Klosterkirche im Sommer 2017 einmal wieder als religiöser Ort: Die Teilnehmer der Vollkonferenz der Konfessionellen Evangelisch-Lutherischen Konferenz nutzten sie am 2. Juli 2017 für ihren Abschluss-Gottesdienst – das benachbarte Gymnasium St. Augustin war Tagungsstätte und Herberge für die Konferenzteilnehmer.

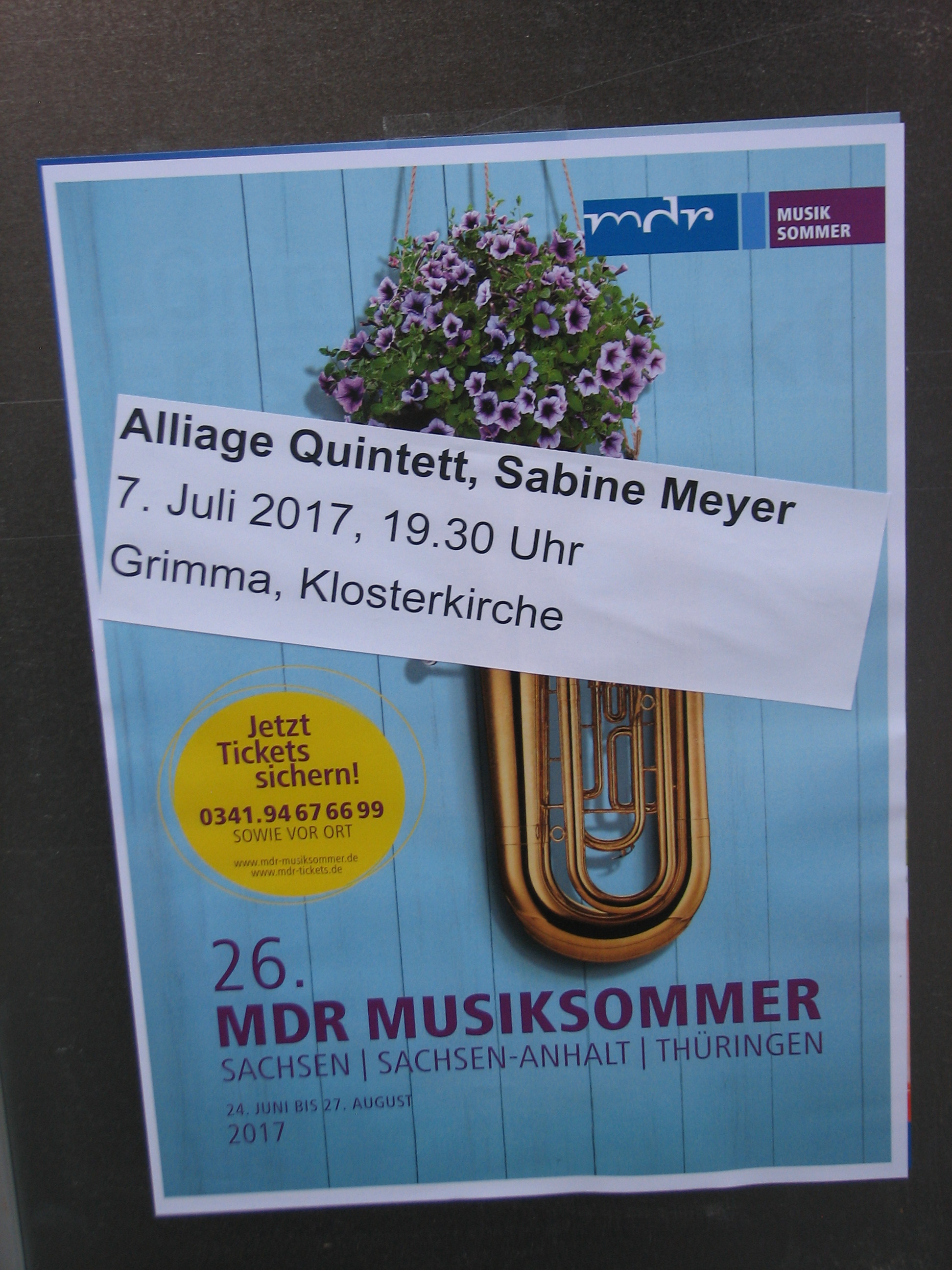
Der MDR Musiksommer zu Gast in der Klosterkirche Grimma

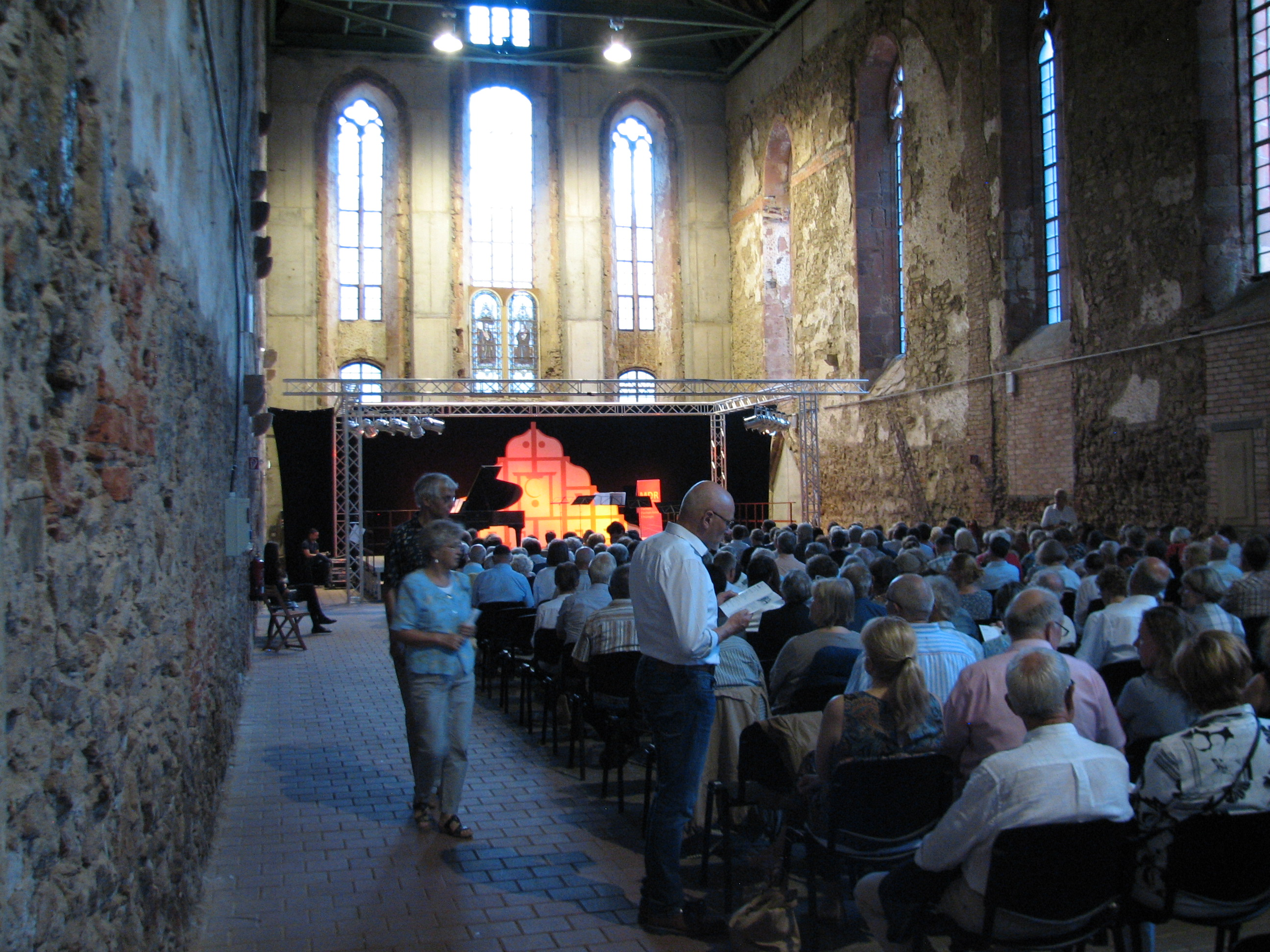
Das MDR Musiksommer-Konzert am 7. Juli 2017 in der Klosterkirche Grimma

Die Klosterkirche Grimma war am 7. Juli 2017 ausverkaufte Aufführungsstätte für ein Konzert des 26. MDR Musiksommers. Sie war für dessen Konzertreihe Perspektiven als „architektonisch reizvolle Spielstätte“ ausgewählt worden. Folgetermine gab es für 2018 und 2019.
Elsa Brändström war eine Ausstellung gewidmet, die im Frühjahr 2018 in der Klosterkirche Station machte. Geschaffen haben sie 40 Künstlerinnen der GEDOK Bonn und Leipzig, der 1926 gegründeten Künstlerinnenvereinigung.

## Bilder

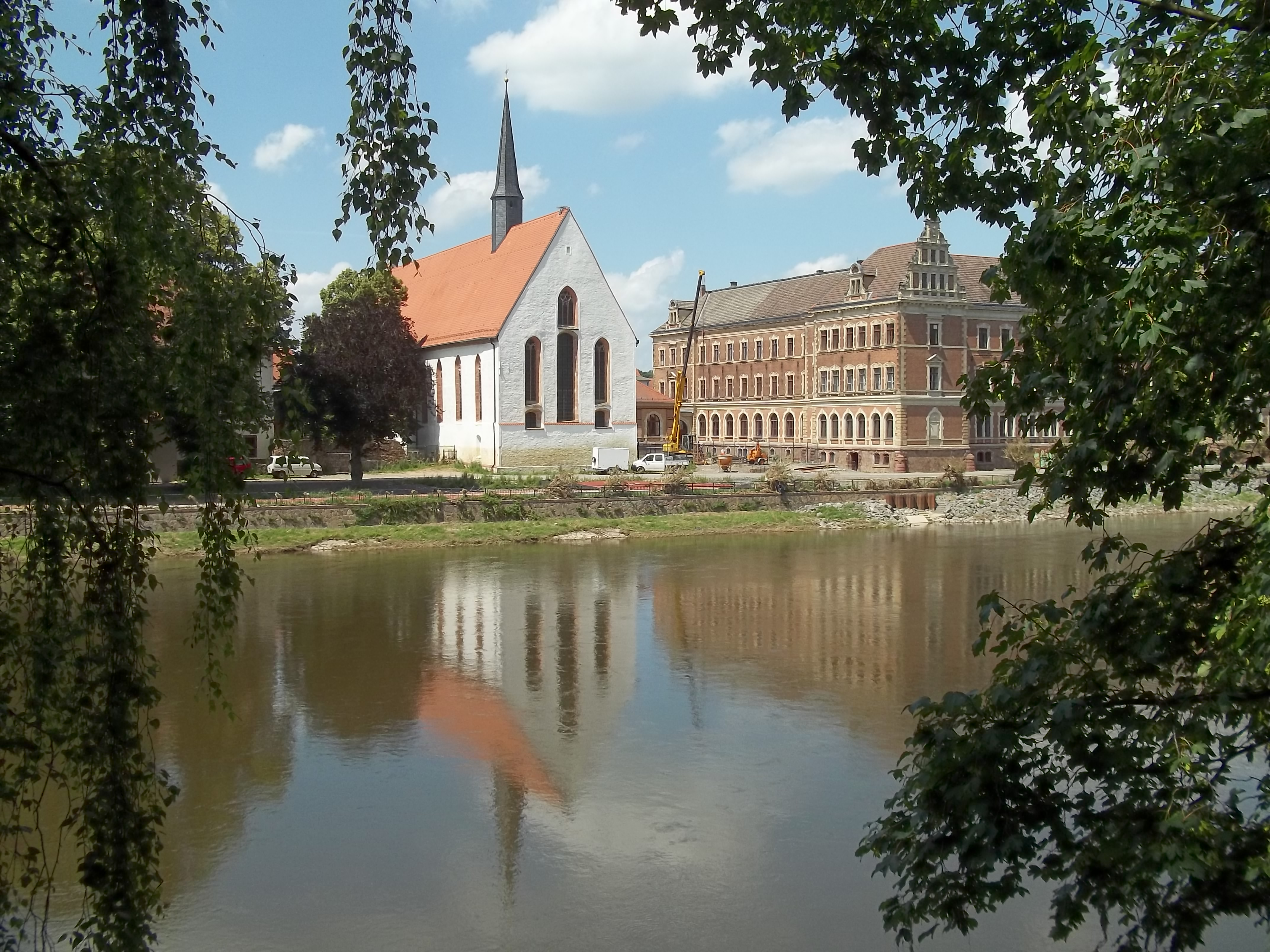
Klosterkirche Grimma und Gymnasium St. Augustin
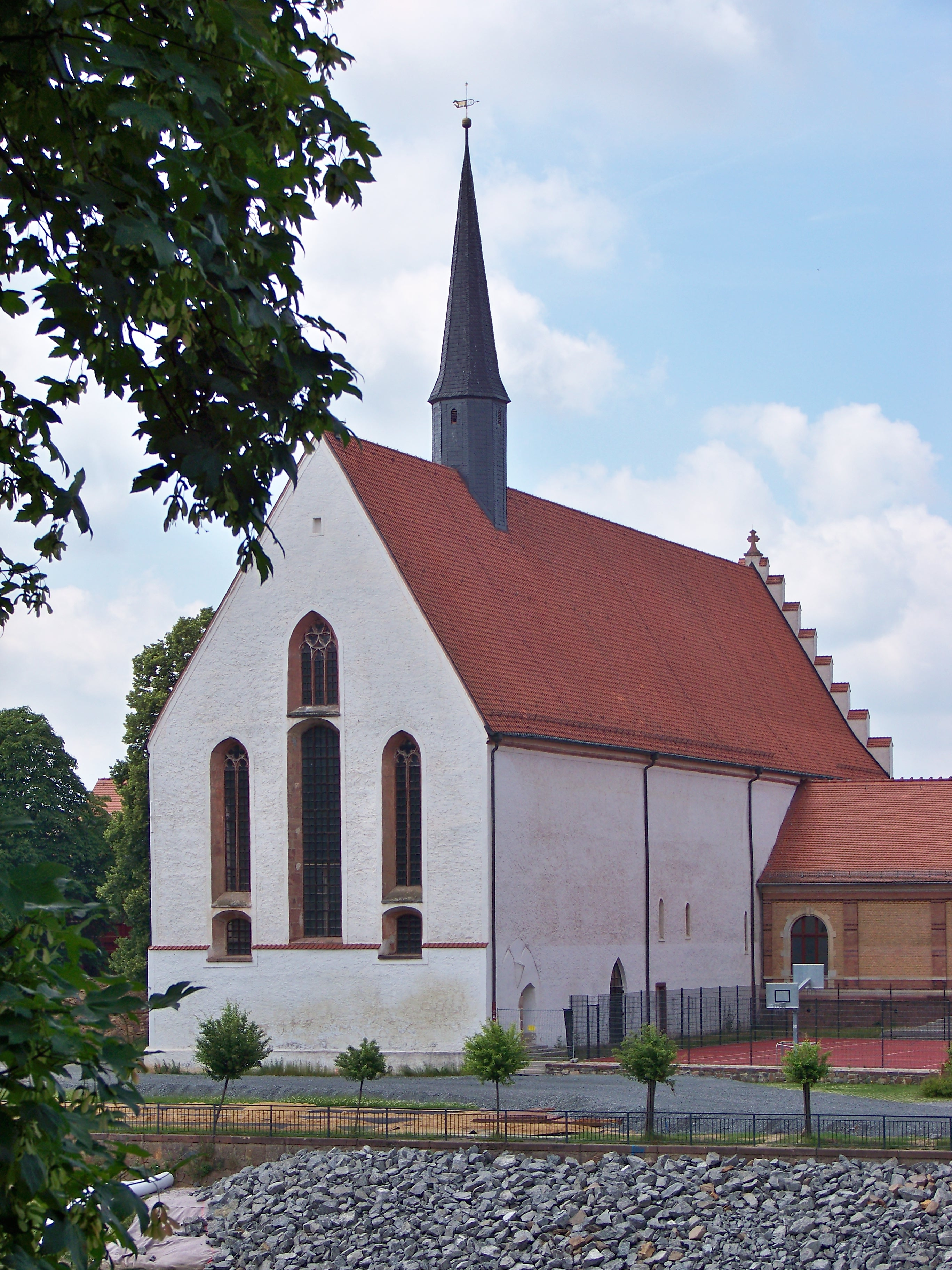
Blick von der Mulde zur Klosterkirche
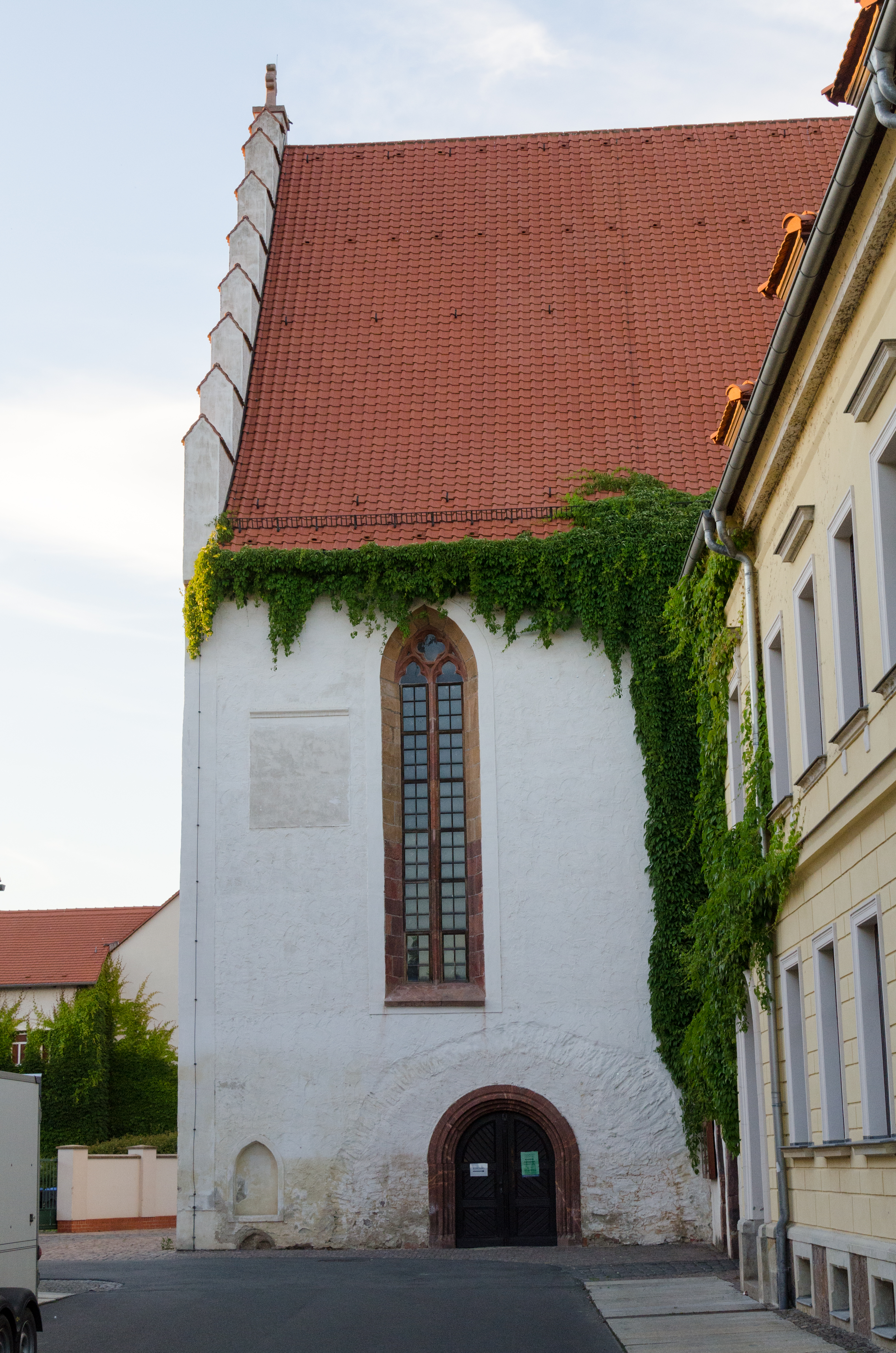
Stadtwärts gerichtete Seite der Klosterkirche
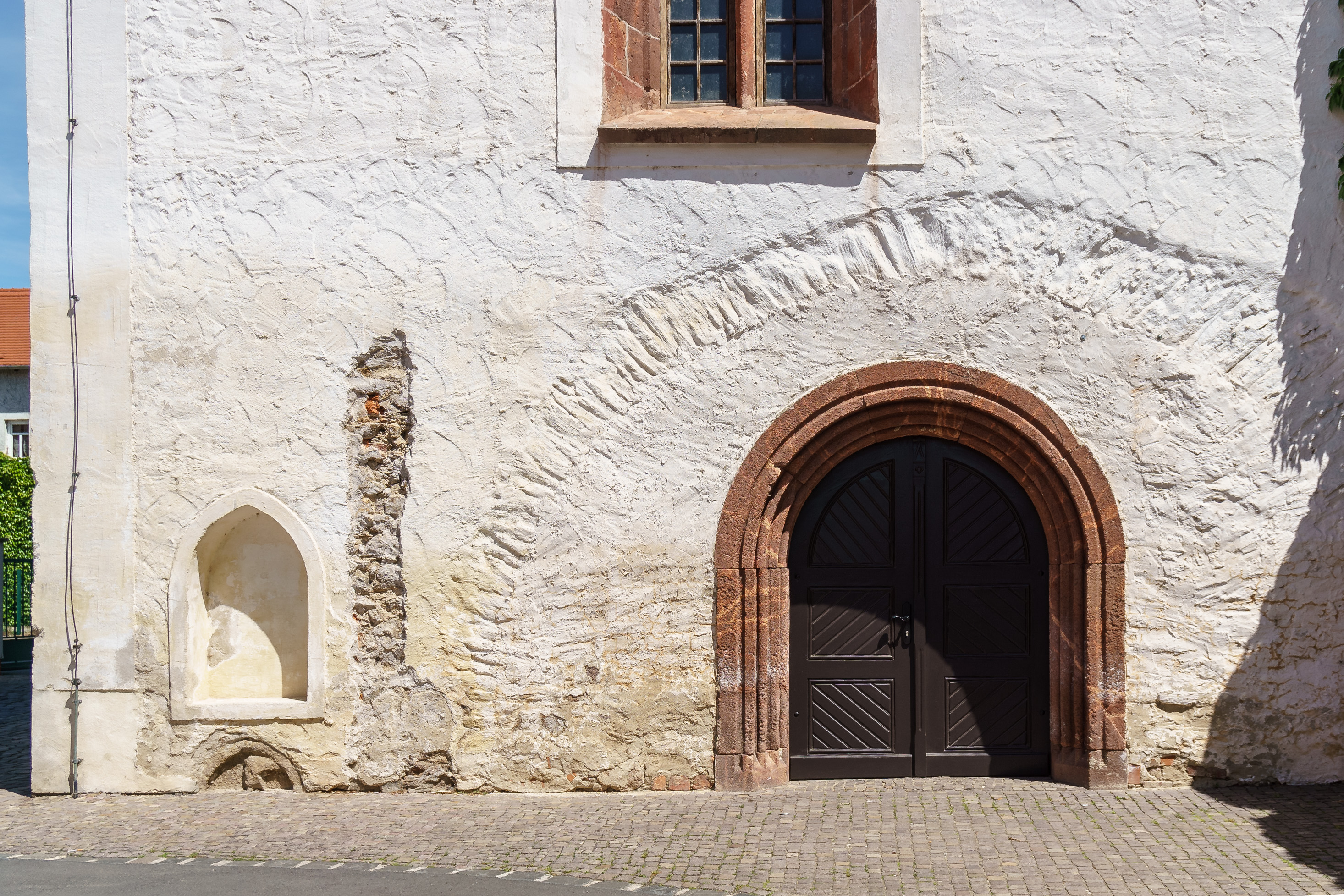
Portal der Klosterkirche – links daneben die Spitze des Prangersteins
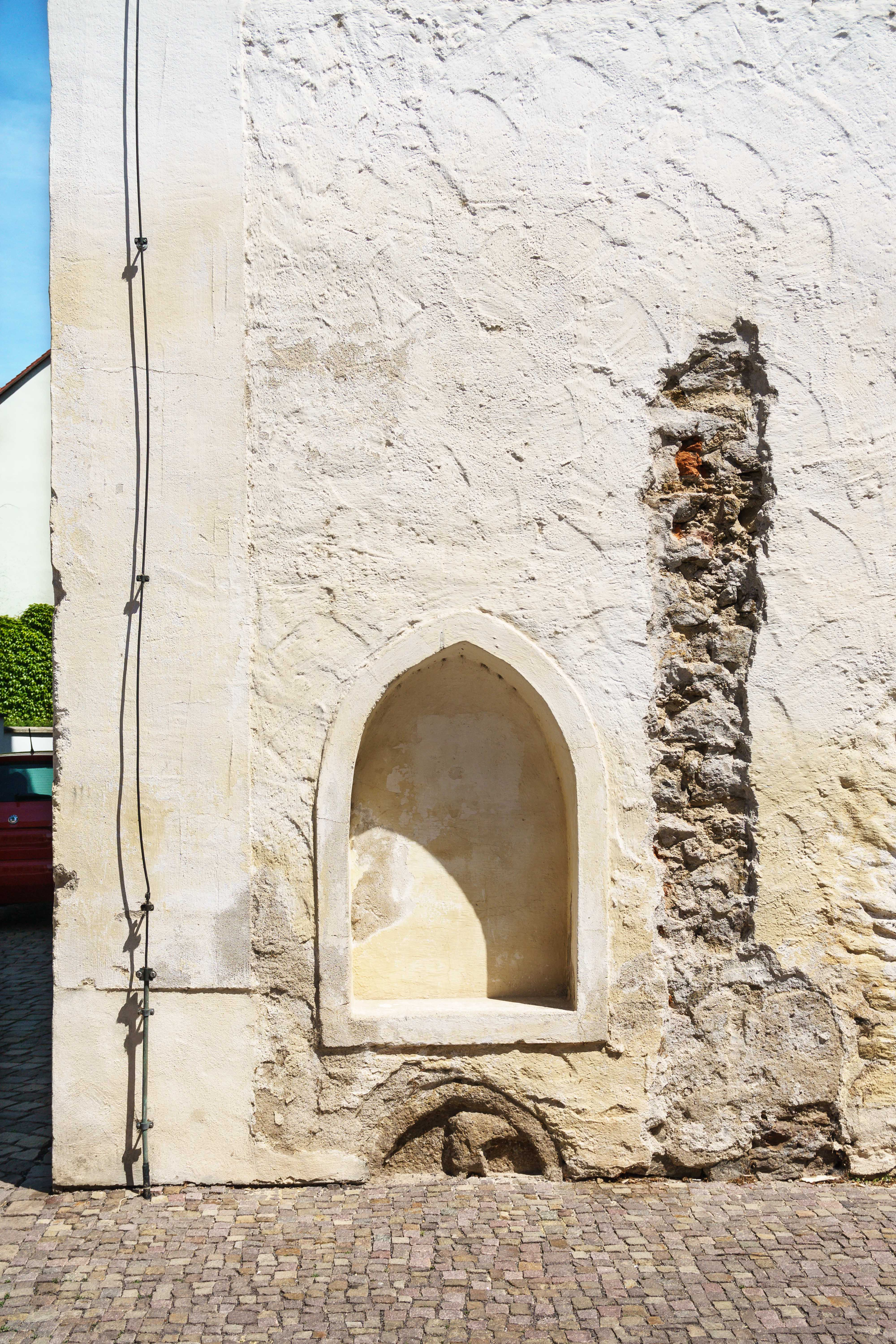
Prangerstein links am Portal – wegen der Aufschüttung der Stadt ist nur noch die Spitze (Kopf mit Zipfelmütze als Spottfigur) zu sehen
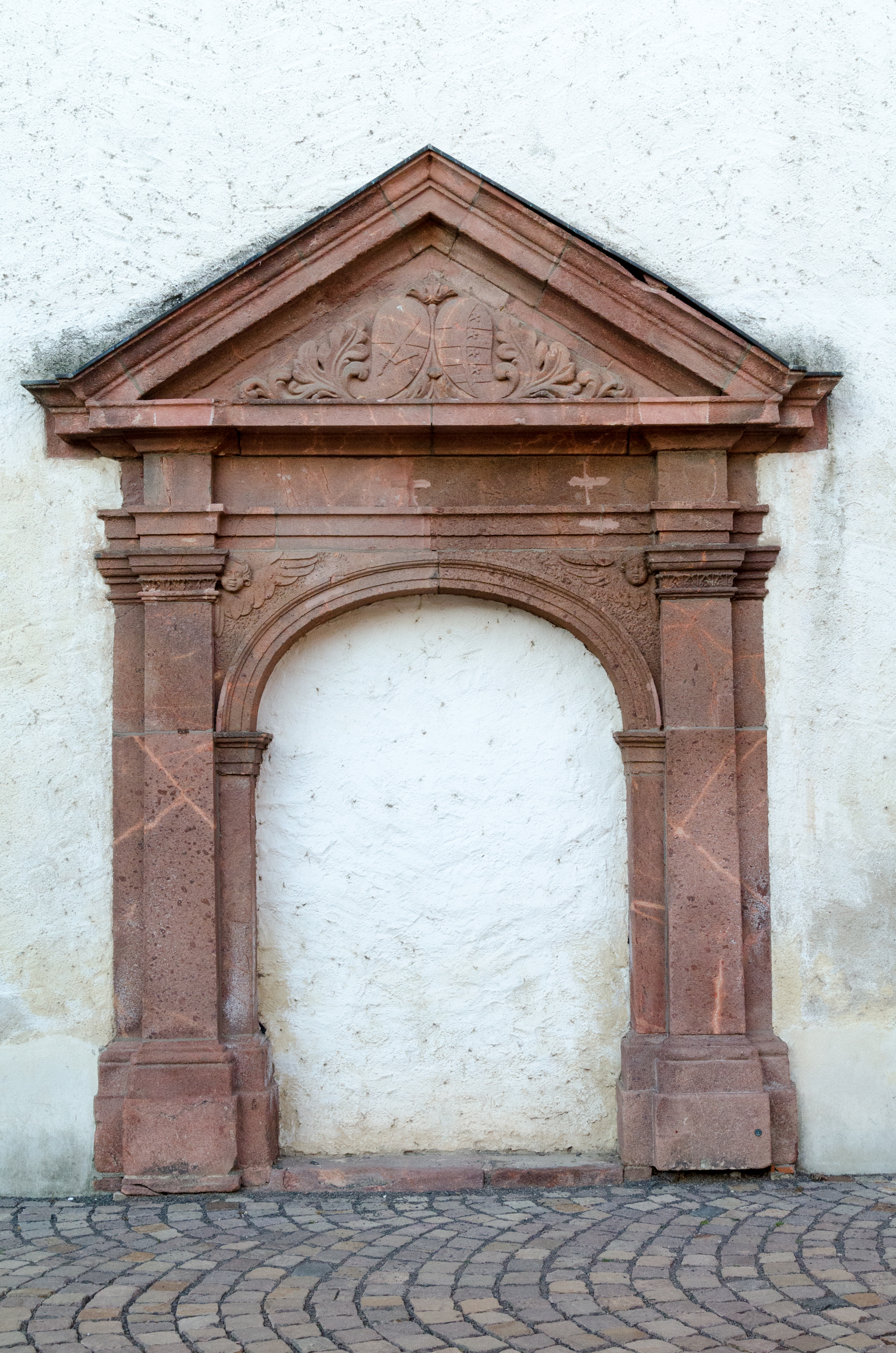
Detailaufnahme
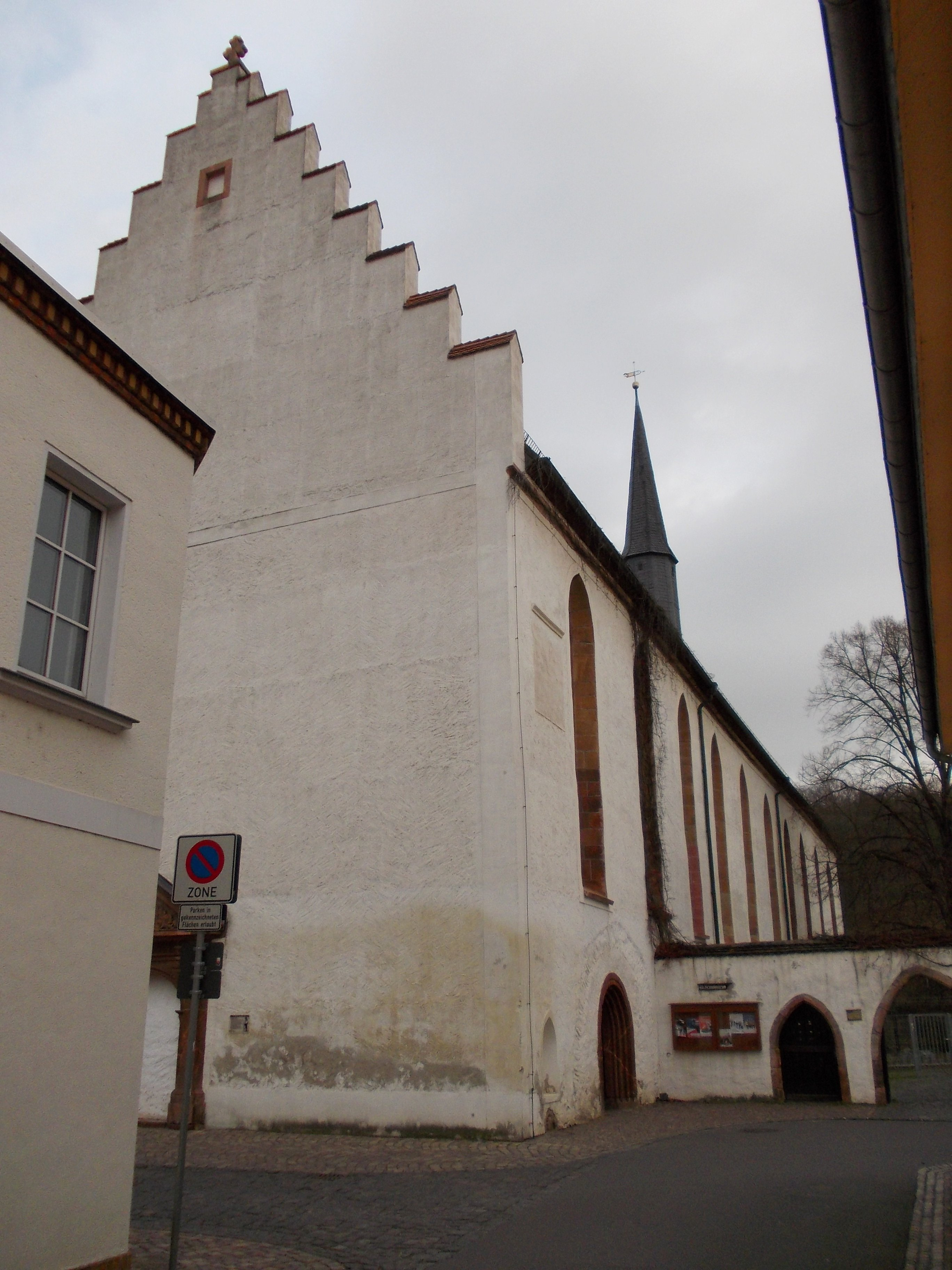
Giebelseite aus Richtung Altstadt
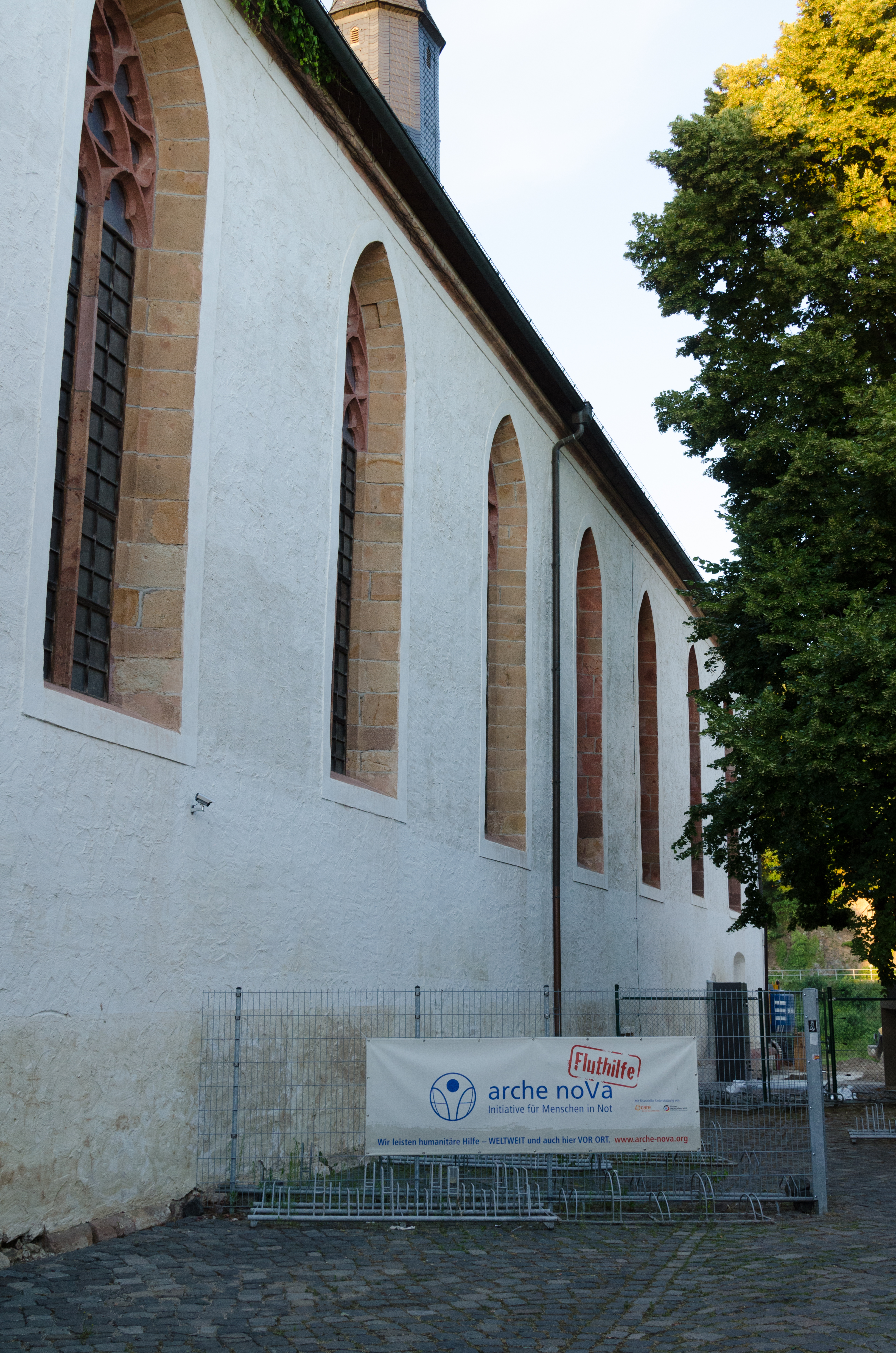
Blick entlang des Kirchenschiffs in Richtung Mulde

## Geschichte
Zur Geschichte der Klosterkirche Grimma finden sich vielfältige Dokumente im Archiv der Fürstenschüler-Stiftung, das von 1992 bis 2010 von Kurt Schwabe geführt wurde und im benachbarten Gymnasium St. Augustin in der einstigen Rektorwohnung beheimatet war. Seit Frühjahr 2016 ist das Archiv im Dachgeschoss des angrenzenden Gebäudes Altes Seminar, zuvor Döringsches Freihaus, untergebracht.

### Augustiner-Eremiten in Grimma
Am 23. April 1287 gestattete Friedrich von Landsberg, zu dessen Herrschaftsbereich Grimma damals gehörte, Augustiner-Eremiten aus Gotha die Niederlassung in der Stadt. Im Bereich der Unterstadt, die damals wohl schon weitgehend ausgebaut war, errichteten die Augustinermönche ihr Kloster innerhalb der Stadtmauer, die hier parallel zum Muldenufer gebaut war. Kloster und Klosterkirche bestanden neben der innerstädtischen Pfarrorganisation als kirchliche Sondereinrichtungen.

### Klosterkirche
Außer der Kirche ist vom einstigen Kloster nichts erhalten. Die Klosterkirche, um 1300 baulich noch nicht fertiggestellt, wurde bereits 1315 durch ein Hochwasser teilweise fortgerissen. Die ungünstige Lage in Flussnähe hat aktuell bis in unser Jahrhundert (zuletzt im Juni 2013) immer wieder zu Beschädigungen geführt, obwohl das städtische Gelände in diesem Bereich im Laufe der Jahrhunderte um etwa zwei Meter aufgeschüttet worden ist. Nach einem Brand im Jahre 1430 ist die Klosterkirche wieder aufgebaut und am 8. Juni 1435 neu geweiht worden. Bei einer Mauerstärke von 1,45 Meter, einer Länge von 54,65 Meter und einer durchschnittlichen Breite von 12,25 Meter entspricht sie etwa der Augustiner-Mutterkirche in Gotha.
Vermutlich stammt somit die Baukonzeption aus dem Ende des 13. Jahrhunderts, während die jetzigen Umfassungsmauern wenigstens teilweise auf die Zeit nach 1315 zurückgehen. Die fast sieben Meter hohe hölzerne Tonnenwölbung stammte aus den Jahren zwischen 1430 und 1435. Weitere Ein- und Anbauten kamen später hinzu.

### Martin Luther und die Klosterkirche Grimma
Einen „Brustbrecher“ soll Martin Luther nach einer von ihm gehaltenen Predigt die Klosterkirche genannt haben. Gemeint ist die Schwierigkeit, den rund 11.000 Kubikmeter umfassenden, 19 Meter hohen Raum – damals mit Holztonnendecke – mit klar verständlicher Stimme bis in die letzte Hörerreihe zu füllen. Von den etwa zehn Aufenthalten Luthers in Grimma – vorwiegend Übernachtungen auf Durchreisen – kann diese Äußerung im Zusammenhang stehen mit einem sonst nicht näher belegbaren Besuch des Klosters, das ja zu Luthers Orden gehörte. Leider ist eine Predigt, die er in Grimma gehalten hat, nicht überliefert.

### Reformation
1529 wurde in Grimma die Reformation eingeführt. Schon 1522 hatten Mönche begonnen, das Kloster zu verlassen. Gleichwohl stellten die Visitatoren 1529 fest, dass noch neun Mönche die Anlage bewohnten und dass der Prior dieselbe zu räumen habe. Erst 1541 zogen die letzten Mönche aus. Mit der Auflösung des Klosters verlor die Klosterkirche ihre ursprüngliche Zweckbestimmung, sie hatte von da an nie ihre eigene Kirchgemeinde. Sie wurde seitdem überwiegend für evangelische und gelegentlich auch für katholische Gottesdienste genutzt.

### Eigentümer ab 1550
Eigentümer der Klosterkirche nach der Reformation waren nacheinander die sächsischen Kurfürsten – erst der ernestinischen, ab 1547 der albertinischen Linie der Wettiner –, das Königreich Sachsen und ab 1918 der Freistaat Sachsen. Nach 1945 und der Bodenreform ist die Stadt Grimma die Eigentümerin (endgültig bekräftigt mit Vertrag vom 5. Mai 1976 zwischen Evangelisch-Lutherischem Bezirksbauamt und Bürgermeister der Stadt Grimma). Somit war dieser Sakralbau zu keiner Zeit Eigentum der Evangelisch-lutherischen Landeskirche Sachsens. Diese Situation ist für das historische Bauwerk im Zeitraum 1945 bis 1990 (also bis Ende der Deutschen Demokratischen Republik) verhängnisvoll gewesen.

### Kirche der Fürstenschule
Im Jahre 1543 hatte Herzog Moritz beschlossen, aus säkularisiertem Klostergut drei Landes- oder Fürstenschulen im Albertinischen Sachsen zu errichten, und zwar in Meißen, Pforta und Merseburg. Grimma gehörte bis 1547 nicht zu seinem Herrschaftsbereich, und die Errichtung einer Landesschule in Merseburg kam aufgrund des Einspruchs des dortigen Bischofs nicht zustande. Während eines Besuches in der Stadt bot der Rat der Stadt Grimma dem nunmehrigen Kurfürsten Moritz am 1. Mai 1549 die Klosteranlage an für die ausstehende Gründung der angekündigten dritten Fürstenschule. 1550 wurde die Klosterkirche der neu gegründeten Landesschule zugeordnet, die im einstigen Kloster ihr Zuhause fand. Sie diente fortan für die in der Schulordnung vorgegebenen Gottesdienste und zur Konfirmation der Alumnen. Sie war bis 1937 Schulkirche.

### Bauliche Veränderungen, Gustav II. Adolf
Die veränderte Nutzung der Klosterkirche sorgte im Laufe der Jahrhunderte für eine Reihe von Veränderungen am und im Gebäude. Die Altäre – mindestens zehn – wurden außer dem Hauptaltar beseitigt. 1617 wurde zur Erzielung einer besseren Akustik eine Bretterdecke eingezogen. Nach der Neueinrichtung des Chor- und Altarplatzes brach man den Lettner ab. Von einer darauf befindlichen Kreuzigungsgruppe gelangten die Christus-, Marien- und Johannesfigur ins Grimmaer Museum. 
Der Leichnam des bei der Schlacht bei Lützen gefallenen Schwedenkönigs Gustav II. Adolf († 6. Novemberjul. / 16. November 1632greg.) wurde in einem großen Zug etappenweise mit mehreren mehrtägigen Zwischenstopps nach Wolgast überführt, am 16. Juli 1633 am Dreilindengrund, nahe der später benannten Gustav-Adolf-Schlucht in Wolgast, eingeschifft und nach Schweden gebracht. Eine Station dieses Zugs war die Klosterkirche Grimma, wo der Leichnam bis 16. Novemberjul. / 26. November 1632greg. auf dem Altartisch öffentlich aufgebahrt wurde.
Zwischen 1679 und 1685 erfolgte die letzte größere Umgestaltung: Einfügung eines flachen hölzernen Kreuzgewölbes, Errichtung der Kanzel, Einbau der dreigeschossigen Empore an der nördlichen Längsseite und eines zusätzlichen Portals im Westgiebel. Auch das Äußere wurde weitergestaltet. Eine gründliche Erneuerung konnte in den Jahren 1840 bis 1841 durchgeführt werden, nachdem einige Jahre zuvor die alten Klostergebäude umgebaut und teilweise durch neue Schulgebäude ersetzt worden waren.

### Verfall nach 1945
Die Evangelisch-Lutherische Kirchgemeinde zu Grimma nutzte die Klosterkirche während der Sommermonate als gottesdienstliche Stätte – auch nach 1945. Nach der Aufhebung der Landesschule bzw. deren Umwandlung in eine Oberschule (später Erweiterte Oberschule) verblieb die Klosterkirche in städtischem Eigentum. 1952 teilte die Denkmalpflege in Dresden den Stadtoberen in Grimma mit, dass im Dachstuhl der Klosterkirche Hausschwamm deutlich sichtbar wäre.
Weiterhin fanden in ihren Mauern auch Veranstaltungen des Kirchenbezirks Grimma statt. Da der Kirchenraum stark verschmutzt und beschädigt war (u. a. als Folge des 1954er Mulde-Hochwassers), entschloss sich der Grimmaer Kirchenvorstand unter Superintendent Hellmuth Ott zu einer gründlichen Innenrenovation: Er zeichnete – einem Wohnungsmieter und -nutzer ähnlich – für die 1959 bis 1960 durchgeführten Instandsetzungsarbeiten verantwortlich. Kirchgemeindeglieder halfen durch Spenden und Eigenleistungen in hohem Grade mit. Es entstand ein schmuckes, helles Kircheninneres, in das ein Porphyr-Taufstein aus dem 17. Jahrhundert aus der Frauenkirche Grimma überführt wurde. Die feierliche Einweihung nach der Innenrenovierung war am 3. Juli 1960. Dort gab es auch von 1960 an wiederholt Konzerte des Dresdner Kreuzchores.
Vereinzelt wurden dort auch Taufen und Trauungen vollzogen: So wurden am 6. Mai 1962 Ralf Thomas und Ulrike Ott in der Klosterkirche Grimma getraut, die Trauung vollzog der Vater der Braut, Grimmas Superintendent Hellmuth Ott.
1959 wurde auch die Orgel instand gesetzt – sie war 1896 von der Orgelbau-Anstalt Georg Emil Müller aus Werdau erbaut worden. Jedoch 30 Jahre nach dieser Instandsetzung – also 1989 – war diese Orgel komplett verschwunden: Der Sakralbau war ab 1975 (als er wieder komplett in die Zuständigkeit der Stadt Grimma überging) offensichtlich unzureichend gegen Einbruch und Diebstahl gesichert, und somit landeten die wertvollen Orgelpfeifen – begünstigt vom konsequenten Wegschauen der Behörden und der Volkspolizei – über Jahre hinweg wohl beim Schrotthandel.
Auch blieben die Instandsetzung des Daches und des Außenputzes aus. Personalwechsel auf Seiten der Nutzerin wie des Rechtsträgers unterbrachen die auf Kooperation angelegte Partnerschaft.

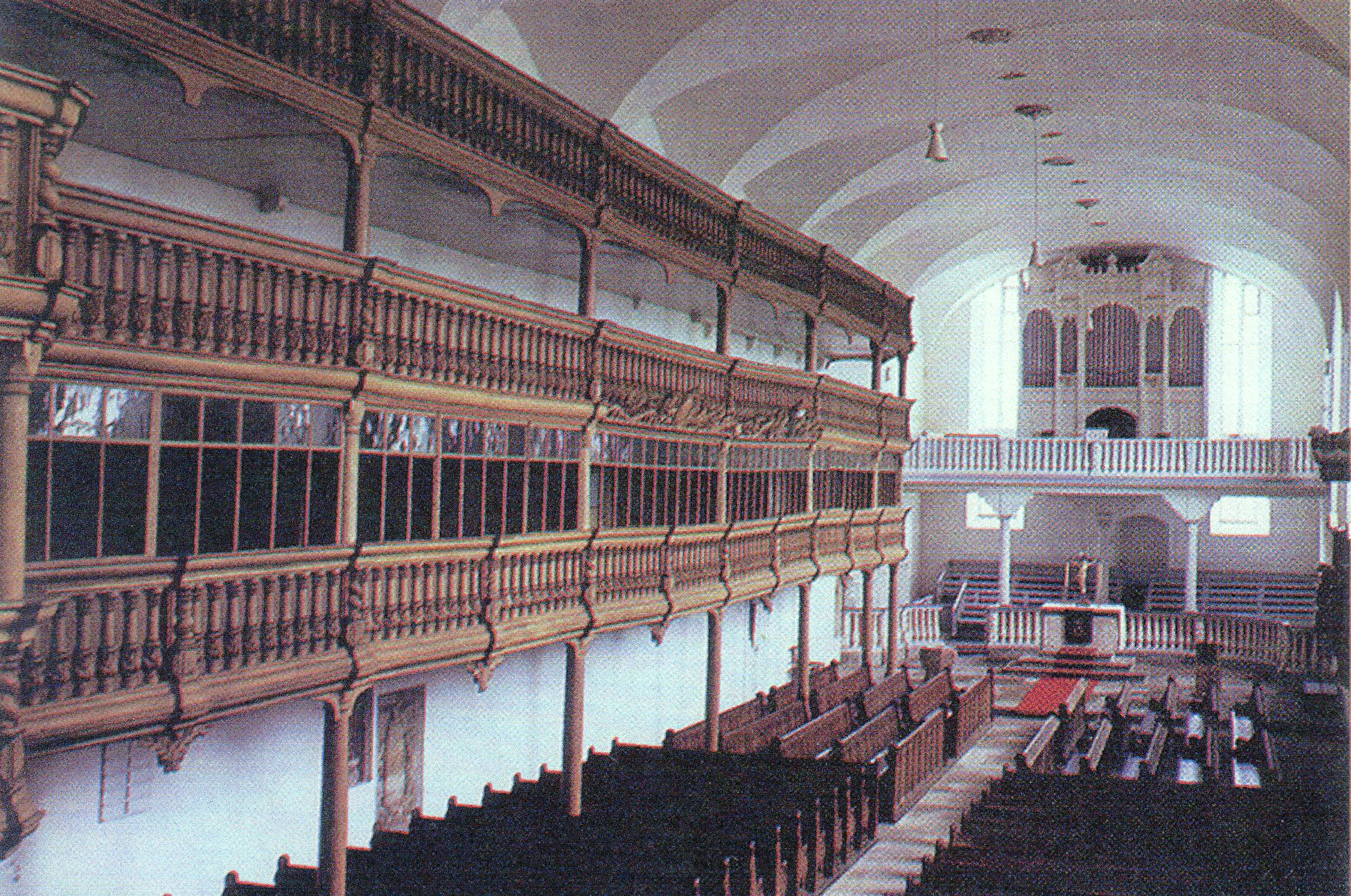
Klosterkirche Grimma, Innenansicht (etwa 1960)

Angesichts der massiven Dachschäden in der Klosterkirche erklärte 1975 der Kirchenvorstand beim Rat der Stadt Grimma als Rechtsträger der Klosterkirche den Verzicht auf die Fortsetzung des Nutzungsrechtes. Mit Vertrag vom 5. Mai 1976 zwischen dem Evangelisch-Lutherischen Bezirksbauamt und dem Bürgermeister der Stadt Grimma wurde vereinbart, dass die Rechtsträgerschaft und damit die Verantwortung für den Sakralbau komplett an die Stadt Grimma übergeht. Ohne Entwidmungs-Gottesdienst blieben von da an die Türen der Klosterkirche für die Kirchgemeinde geschlossen. Sicherungs- und Sanierungsarbeiten blieben weiterhin aus.
1979 wurde für 120.000 DDR-Mark, die möglicherweise aus einem Kirchenbauprogramm in der DDR stammten, der Dachreiter saniert und eine neue Wetterfahne aufgesetzt. Bei den Arbeiten zeigte sich der tatsächliche Schaden (Hausschwamm). Es begann ein jahrelanges Schwarzer-Peter-Spiel: Die Stadtverwaltung war offensichtlich überfordert, und übergeordnete staatliche Stellen der DDR konnten oder wollten sich des Bauwerks – eines Kirchengebäudes in nichtkirchlicher Verantwortung – nicht annehmen. Ein finanzielles Rettungsangebot aus der Bundesrepublik soll 1985 unbeantwortet geblieben sein – in Gotha hatte ein gleichartiges Angebot zur Sanierung der dortigen Augustinerkirche geführt.
Schließlich übernahm, möglicherweise ebenfalls aus einem Kirchenbauprogramm in der DDR finanziert, der beauftragte VEB Chemieanlagenbau Leipzig-Grimma die Geschicke. Der inzwischen leicht geneigte Dachreiter wurde gerichtet, eine aufwändige Stahlbinder-Dachkonstruktion entworfen. Ein Problem war der Abbau des alten Dachstuhles. Doch im Sommer 1989 stürzte nach jahrzehntelangem Nichtstun im Westteil das morsch gewordene Gebälk in die Tiefe. Kurz vor Weihnachten wurden mit einem großen Kran die Überreste abgebaut, das verschwammte Holz verbrannt.

### Zeit seit 1990
Anfang der 1990er Jahre gab es in Grimma eifrige, leidenschaftlich geführte Diskussionen über Wiederaufbau und Nutzung der Klosterkirche. Im Laufe der Jahre setzten sich aus vielerlei Gründen Kunst, Kultur und Musik als neue Schwerpunkte für das traditionsreiche Gebäude durch. Eine Stahlbinder-Dachkonstruktion – noch bezahlt mit DDR-Mark – wurde im Sommer 1992 aufgesetzt, der Fußboden erneuert. Im Juli 1993 erhielt das rund 1670 Quadratmeter große Dach der Kirche eine neue Deckung. Die Firma Hemmrich aus Colditz verlegte rund 20.000 naturrote Krempziegel des Typs K 1. Die Wände verblieben in schlichter Kahl- und Kargheit.
Als einziger Kirchenschmuck zeigen sich seit 1996 im mittleren Ostgiebelfenster (zur Mulde) die lebensgroßen, farbigen Bildnisse von Martin Luther und Philipp Melanchthon. Diese leuchtenden Glasfenster (wohl aus der Zeit um 1900) hatte zur DDR-Zeit Helmut Berthold (einstiger Schüler der Fürstenschule, 1933–2016) während seiner Dienstjahre als Pfarrer aus den Trümmern des Schulsaales eines Ortes am Fuß des Osterzgebirges geborgen und in seiner Pfarrscheune versteckt. Anfang der 1990er Jahre stellte er sie der Stadtverwaltung Grimma für die Klosterkirche zur Verfügung.

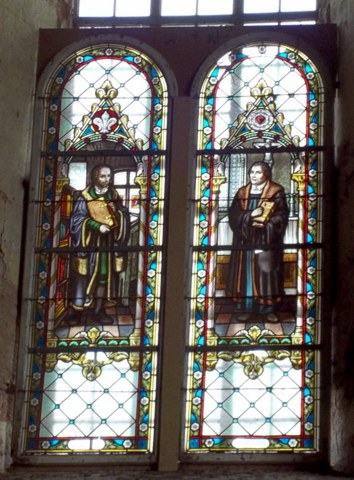
Zwei Buntglasfenster mit Porträts von Martin Luther und Philipp Melanchthon sind der einzige religiöse Schmuck der Klosterkirche Grimma

Im Februar 1997 diente die Klosterkirche Grimma als Dreh-Kulisse für deutschsprachige Rockmusik: Der Mitteldeutsche Rundfunk filmte dort mit Heinz Rudolf Kunze ein Video zu dessen Lied „Du bist nicht allein“, das wenige Wochen später – am 6. März 1997 – erstmals im MDR-Fernsehen ausgestrahlt wurde.
Die Barockkanzel der Klosterkirche fand 1998 ihr neues Zuhause in der Sankt-Katharinen-Kirche in Buchholz (Annaberg-Buchholz). Die Altar-Platte (Mensa) des Altars von 1686 befindet sich jetzt in der Stadtkirche Trebsen.

### Kirchliche Nutzung
2017 wurde der nicht entwidmete Sakralbau in seiner ursprünglichen Funktion als Gotteshaus kurzzeitig wiederbelebt: Vom 29. Juni bis 2. Juli 2017 diente das benachbarte Gymnasium St. Augustin als Tagungsstätte und Herberge für die Teilnehmer der Vollkonferenz der Konfessionellen Evangelisch-Lutherischen Konferenz in Deutschland – ihren Abschluss-Gottesdienst feierten sie am 2. Juli 2017 in der Klosterkirche Grimma. De jure ist das Bauwerk trotz seiner profanen Nutzung nach wie vor eine Kirche.

## Musik in der Klosterkirche

### Geistliche Musik in den Gottesdiensten vergangener Jahrhunderte
Fester Bestandteil der regelmäßigen Schul-Gottesdienste, die die Schüler und Lehrer der angrenzenden Landes- und Fürstenschule in der Klosterkirche abhielten, ist die für die jeweilige Zeit typische geistliche Musik gewesen. Aussagekräftiger Beleg für 300 Jahre gelebte schulisch-akademische Musikpflege sind die ursprünglich zum Bestand der Fürstenschul-Bibliothek Grimma gehörenden rund 1300 musikalische Handschriften und Drucke. Sie sind heute in der Landesbibliothek Dresden zu finden. Bedeutend ist die Vollständigkeit dieser Musikalien-Sammlung: Sie umfasst Motetten ab 1550, Einzelhandschriften wie geistliche Konzerte und frühe Kantaten als auch Abschriften von Kirchenmusik der Wiener Klassik, Oratorien und mitteldeutsche Kirchenmusik des 18. und 19. Jahrhunderts. Zu den bedeutenden, in diesen Musikhandschriften vertretenen Fürstenschul-Kantoren und Komponisten gehören Tobias Petermann, Samuel Jacobi, Johann Sigismund Opitz, Heinrich Gottfried Reichard und Heinrich Ludwig Hartmann.
Den vollständigen Katalog hat der musikwissenschaftliche Verein „Repertoire International des Sources Musicales“, RISM-Außenstelle Dresden erstellt – er liegt in Buchform im Archiv der Fürstenschüler-Stiftung in Grimma vor und ist in elektronischer Version bei Qucosa online kostenlos verfügbar.

### Madrigalchor St. Augustin
Nach Kriegsende 1945 begann Diethard Hellmann als Neulehrer für Musik an der Fürstenschule. Hellmann gründete den Madrigalchor St. Augustin, der 1946 ein Dutzend größere Auftritte in Grimma und Umgebung hatte. Der Mitteldeutsche Rundfunk zeichnete dessen Weihnachts-Konzert im Dezember 1946 auf und sendete es am 25. sowie am 28. Dezember 1946. Höhepunkt und Abschluss von Hellmanns Engagement an dieser Schule war Mozarts Singspiel Bastien und Bastienne im Mai 1948, dann verließ er Grimma in Richtung Leipzig.

## Augustiner-Glocke
Die Glocke aus der Zeit vor der Reformation ist 48 Zentimeter hoch und hat einen unteren Durchmesser von 58 Zentimeter, ihr Gewicht beträgt 143,25 Kilogramm. Den oberen Teil schmückt folgende lateinische Inschrift: O rex etne (= aeternae) glorie (= gloriae) vei (= veni) cu (= cum) pace („König der ewigen Herrlichkeit, komm mit deinem Frieden“), ergänzt mit der Zahl 1491, der Jahreszahl ihrer Entstehung. Damit gehört sie zu den ältesten noch erhaltenen Glocken in und um Grimma. Ihr Glockenklang regelte zunächst für die Mönche und später für die Schüler der Landes- und Fürstenschule Grimma den Tagesablauf. Auch erklang sie sonntags um 9 Uhr zum Hauptgottesdienst in der Klosterkirche.
Die Schulglocke der Fürstenschule Grimma fiel als Metallspende des deutschen Volkes dem Ersten Weltkrieg zum Opfer, und die Klosterkirche übernahm ihre Aufgaben: Sie wurde mit Genehmigung des Ministeriums und Zustimmung der Kircheninspektion am 27. August 1925 aus dem Dachreiter der Klosterkirche entfernt und auf dem Schuldach des Muldenflügels installiert. Erstmals ertönte sie zum Schulfest am 14. September 1925. Geläutet wurde 6 Uhr zum Wecken, 12 Uhr mittags, 18.30 Uhr abends und 20.30 Uhr zum Tagesausklang. Ob und wie die Glocke nach dem Zweiten Weltkrieg weiter regelmäßig schulischen Zwecken diente, dazu gibt es verschiedene Überlieferungen. Am 8. Februar 1952 wurde das Glocken-Ritual offiziell abgeschafft, den schulischen Tagesablauf regelte von da an ausschließlich die schon viele Jahre vorhandene und parallel genutzte elektrische Pausenklingel.
Im Jahre 1974 wurde die Glocke abgebaut und ins Stadtarchiv, 1989 ins Kreismuseum gebracht. 1993 erfolgte die Neu-Eindeckung des Kirchendaches, und die alte Augustiner-Glocke wurde vom Unternehmen Schnabel aus Naunhof wieder in den Dachreiter gehängt. Nach Auskunft dieser Firma vom Januar 2014 wurde die Glocke damals mit elektrischer Läuteeinrichtung installiert. Dennoch hielt sich bis Februar 2014 landläufig die Meinung, dass die Glocke nicht klingen könne, da sie ohne Klöppel montiert worden sei (so eine Zeitungsmeldung vom 9. Januar 1995). So schwieg die Glocke weiterhin. Im Februar 2014 stieg ein trainierter Lehrer mithilfe des Hausmeisters von St. Augustin zur Glocke empor – und ihm gelang der Foto-Beweis: Die Augustiner-Glocke hat doch ihren Klöppel. Nun wurde auch bekannt, dass es nach dem Hochwasser 2002 eine Läuteprobe der Glocke gegeben und diese tadellos funktioniert hatte. Somit kann die historische Glocke also nach Jahrzehnten des Schweigens bei passenden Schul- und Stadtereignissen erklingen. Dies geschah erstmals wieder offiziell nach 63-jähriger Pause bei Grimmas Festival der Reformation 2015 am 30. August 2015.

## Trivia

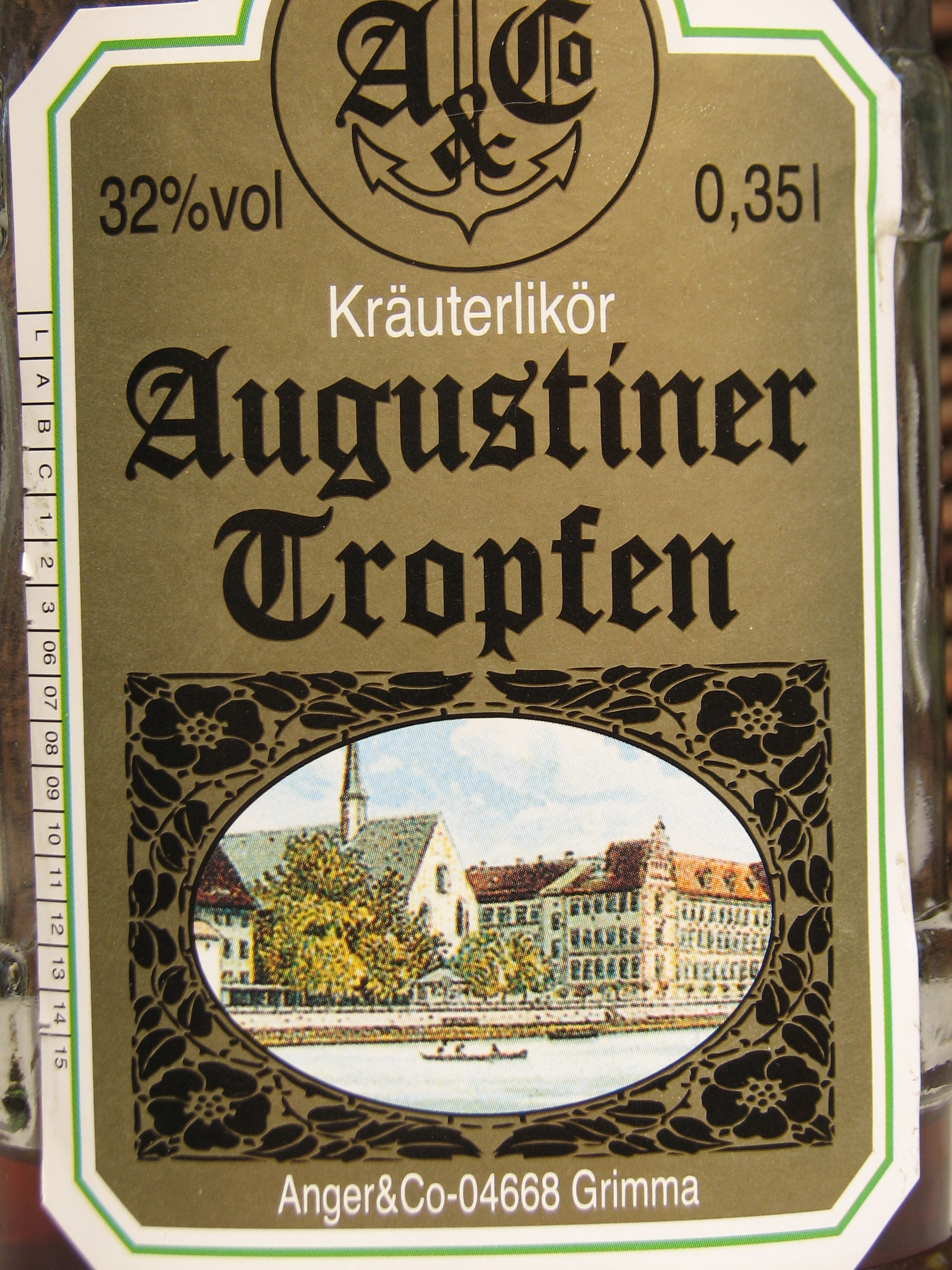
Grimmaer Augustiner Tropfen mit der Klosterkirche und der Landes- und Fürstenschule in Grimma auf dem Etikett (Historische Abbildung von etwa 1900)